# Антоновская волость (Черниговский уезд)
Антоновская волость — административно-территориальная единица Черниговского уезда Черниговской губернии с центром в селе Антоновичи.
По состоянию на 1885 год состояла из 25 поселений, 20 крестьянских общин. Население — 8455 человек (4297 мужчин и 4358 женщин), 1400 дворовых хозяйств.
|                       | Площадь, десятин | В том числе пахотной |
| --------------------- | ---------------- | -------------------- |
| Сельских общин        | 9322             | 8046                 |
| Частной собственности | 16573            | 8570                 |
| Другой собственности  | 167              | 143                  |
| В общем               | 26062            | 17759                |

Основные поселения волости:
- Антоновичи — бывшее государственное и владельческое село у реки Пакулька в 30 верстах от уездного города, 636 человек, 116 дворов, постоялый дом, 10 ветряных мельниц, кирпичный, маслобойный, пивоваренный и винокуренный заводы.
- Борисоглебовка — бывшая государственная и владельческая деревня у реки Вертечь, 162 человека, 28 дворов, православная церковь.
- Жукотки — бывшая государственная деревня, 696 человек, 122 двора, православная церковь, постоялый дом, 12 ветряных мельниц, маслобойный и винокуренный заводы.
- Кезы — бывшая государственная и владельческая деревня у речки Грузская, 411 человек, 74 двора, православная церковь, постоялый дом, 2 ветряные мельницы.
- Павловка — бывшая государственная и владельческая деревня у речки Мороковщина, 607 человек, 100 дворов, постоялый дом, 9 ветряных мельниц.
- Плёхов — бывшая государственная и владельческая деревня, 1143 человека, 204 двора, православная церковь, школа, 5 ветряных мельниц, 2 крупорушки, 2 маслобойных завода.
- Чернеча — бывшая государственная слобода у речки Рудь, 621 человек, 113 дворов, 14 ветряных мельниц, маслобойный завод.
- Шибириновка — бывшая государственная и владельческая деревня у речки Олешня, 695 человек, 111 дворов, православная церковь, постоялый дом, 7 водяных мельниц.

В 1899 году в волости насчитывалось 21 сельская община, население выросло до 12 397 человек (6352 мужчин и 6045 женщин).